# Lin Yuwei
Lin Yuwei (chinesisch 林雨薇 Lín Yǔwēi; * 2. Mai 1999 in Youxi) ist eine chinesische Hürdenläuferin, die sich auf die 100-Meter-Distanz spezialisiert hat. 2023 siegte sie über diese Distanz bei den Asienspielen in Hangzhou.

## Sportliche Laufbahn
Erste internationale Erfahrungen sammelte Lin Yuwei im Jahr 2018, als sie bei den Juniorenasienmeisterschaften in Gifu in 13,55 s die Silbermedaille über 100 Meter Hürden gewann und mit der chinesischen 4-mal-100-Meter-Staffel in 45,06 s siegte. Anschließend schied sie bei den U20-Weltmeisterschaften in Tampere mit 13,76 s im Halbfinale im Hürdenlauf aus und wurde mit der Staffel im Vorlauf disqualifiziert. 2023 belegte sie bei den World University Games in Chengdu in 13,03 s den fünften Platz und siegte anschließend in 12,74 s bei den Asienspielen in Hangzhou. Im Jahr darauf nahm sie an den Olympischen Sommerspielen in Paris teil und schied dort mit 13,13 s in der Hoffnungsrunde aus.
2023 wurde Lin chinesische Hallenmeisterin über 60 m Hürden.

## Persönliche Bestleistungen
- 100 Meter: 11,57 s (+1,4 m/s), 27. Juni 2023 in Shenyang
- 100 m Hürden: 12,74 s (0,0 m/s), 1. Oktober 2023 in Hangzhou
  - 60 m Hürden (Halle): 8,08 s, 25. Februar 2023 in Chengdu